# إبراهام سارمينتو
إبراهام سارمينتو هو قاضي ومحامي فلبيني، ولد في 8 أكتوبر 1921 في Santa Cruz, Ilocos Sur ‏ في الفلبين، وتوفي في 3 أكتوبر 2010 في براغ في التشيك بسبب خلل العضو.